# ドミトリー・ノソフ
ドミトリー・ノソフ（ロシア語: Дмитрий Юрьевич Носов, ラテン文字転写: Dmitri Yurievich Nossov、1980年4月9日- ）は、ロシアのチタ州(のちのザバイカリエ地方)出身の柔道家、政治家。階級は81kg級。身長176cm。

## 人物
ノソフは2004年に地元で開催されたロシア国際で国際大会初優勝を飾ると、続くドイツ国際でも優勝を果たした。ヨーロッパ選手権でも3位となった。次いでアテネオリンピックでは準決勝でギリシャのイリアス・イリアディスの背負投からの横四方固で敗れたが、この際にノソフは左肘を脱臼するケガを負った。しかし、その状況にもめげず3位決定戦に登場してアゼルバイジャンのメフマン・アジゾフと対戦することになった。中盤に掬投で技ありを取ったものの後半追い上げられたが、ポイントを守りきって銅メダルを獲得した。翌年の世界選手権では7位に終わった。2006年のワールドカップ国別団体戦では決勝でグルジアに敗れて2位だった。
その後引退すると、社会活動に取り組む一方で俳優としてテレビや映画に出演することにもなった。2011年1月には結婚して娘をもうけ、さらに12月にはロシア自由民主党所属のロシア下院議員になった。
2013年2月に「日本・ロシアフォーラム」に出席するために来日した際には、「柔道や空手道、弓道など日本発祥の武道は共通の『道』を求める心がある。ロシアでも、柔道はメダルを取るために強化するだけでなく、競技の精神も理解されている」と発言した。

## 主な戦績
- 1999年 - ドイツジュニア国際　3位
- 2002年 - グランプリ・モスクワ　3位
- 2003年 - ハンガリー国際　2位
- 2003年 - 韓国国際　2位
- 2004年 - ロシア国際　優勝
- 2004年 - ドイツ国際　優勝
- 2004年 - ヨーロッパ選手権　3位
- 2004年 - アテネオリンピック　3位
- 2005年 - ロシア国際　2位
- 2005年 - 世界選手権　7位
- 2006年 - ロシア国際　5位
- 2006年 - ワールドカップ国別団体戦　2位